# Silken Laumann
Silken Suzette Laumann (ur. 14 listopada 1964 w Mississaudze) – kanadyjska wioślarka, trzykrotna medalistka igrzysk olimpijskich i mistrzostw świata.

## Kariera
Wystąpiła na igrzyskach olimpijskich w Los Angeles w 1984, gdzie wspólnie ze swoją siostrą, Danièle Laumann zdobyła brązowy medal w dwójkach podwójnych. W wyścigu finałowym uplasowały się o 3,07 sekundy za osadą Rumunii i o 0,69 sekundy za osadą Holandii. Na rozgrywanych cztery lata później igrzyskach olimpijskich w Seulu w tej samej konkurencji zajęła siódme miejsce. W kolejnych latach skupiła się na startach w jedynkach. Podczas przygotowań do igrzysk olimpijskich w Barcelonie w 1992, doznała wypadku. W trakcie treningu na jeziorze Baldeneysee w Essen 16 maja 1992 jej łódź zderzyła się z niemiecką męską dwójką. W wyniku wypadku odłamki jej łodzi wbiły się w prawą nogę przecinając skórę, mięśnie, łamiąc kość piszczelową i uszkadzając nerw. Po przetransportowaniu do szpitala przeszła operację mającą ocalić nogę przed amputacją lub infekcją. W trakcie kolejnych trzech tygodni w Niemczech przeszła kolejne cztery operacje i jeszcze w szpitalu rozpoczęła rehabilitację. 23 dni po wypadku odbyła pierwszy trening w łodzi. Wbrew pierwotnym szacunkom pod koniec czerwca 1992 ponownie dołączyła do reprezentacji i ostatecznie wystąpiła na igrzyskach. W pierwszej rundzie jedynek zajęła drugie miejsce, z wyraźną stratą do Anne Marden z USA. W półfinale wygrała swój bieg, a w finale zajęła trzecie miejsce, przegrywając tylko z Rumunką Elisabetą Lipą i Belgijką Annelies Bredael. W trakcie ceremonii zamknięcia igrzysk była chorążym kanadyjskiej reprezentacji.
Po rocznej przerwie wróciła do treningów w 1994 i rozpoczęła przygotowania do mistrzostw świata i igrzysk olimpijskich w Atlancie. Po repasażach w pierwszej rundzie pewnie awansowała do finału, w którym zajęła drugie miejsce. Złoto zdobyła Kaciaryna Chadatawicz z Białorusi, która była szybsza o 2,94 sekundy; trzecie miejsce zajęła Dunka Trine Hansen ze stratą 2,05 sekundy do Kanadyjki.
Na mistrzostwach świata w Tasmanii (1990) wywalczyła srebrny medal w jedynkach, rozdzielając na podium Birgit Peter z NRD i reprezentującą RFN Maricicę Țăran. Podczas mistrzostw świata w Wiedniu (1991) zdobyła złoty medal, wyprzedzając Elisabetę Lipę i Annelies Bredael. Zdobyła także kolejny srebrny medal na mistrzostwach świata w Tampere (1995), tym razem plasując się za Szwedką Marią Brandin, a przed Anne-Elise Bredal.
Ponadto zdobyła złote medale w jedynkach na igrzyskach panamerykańskich w Indianapolis (1987) i igrzyskach panamerykańskich w Mar del Plata (1995). Na drugiej z tych imprez zdobyła także złoto w czwórkach podwójnych, jednak Kanadyjkom odebrano medal po wykryciu w organizmie Laumann niedozwolonych substancji. Ostatecznie uznano to za przypadek nieumyślnego dopingu, jednak medalu nie przywrócono.
Dwukrotnie otrzymała Bobbie Rosenfeld Award - nagrodę najlepszej kanadyjskiej sportsmenki - w latach 1991 i 1992. Po zakończeniu kariery sportowej ukończyła studia na Uniwersytecie Zachodniego Ontario i zamieszkała w Victorii. W 1999 została uhonorowana Medalem Thomasa Kellera.
Jej były mąż, John Wallace, także był wioślarzem.